# Gaultheria procumbens
La Gaulteria procumbens és un arbust de la família ericàcia també conegut com a gaultheria couché (francés), wintergreen, mountain tee, teaberry, boxberry (anglès) entre d'altres, nativa dels Estats Units d'Amèrica, especialment els estats del nord.

## Etimologia
El nom de Gaultheria ho va dedicar el doctor Kalm al botànic Gaulter. El terme procumbens indica que és una planta restrera, ja que cumbens significa estirada.

## Ecologia
Creix en llocs sorrencs i humits o pantanosos. Se sol trobar en llocs on abunden els rododendres i les kalmies.

## Morfologia

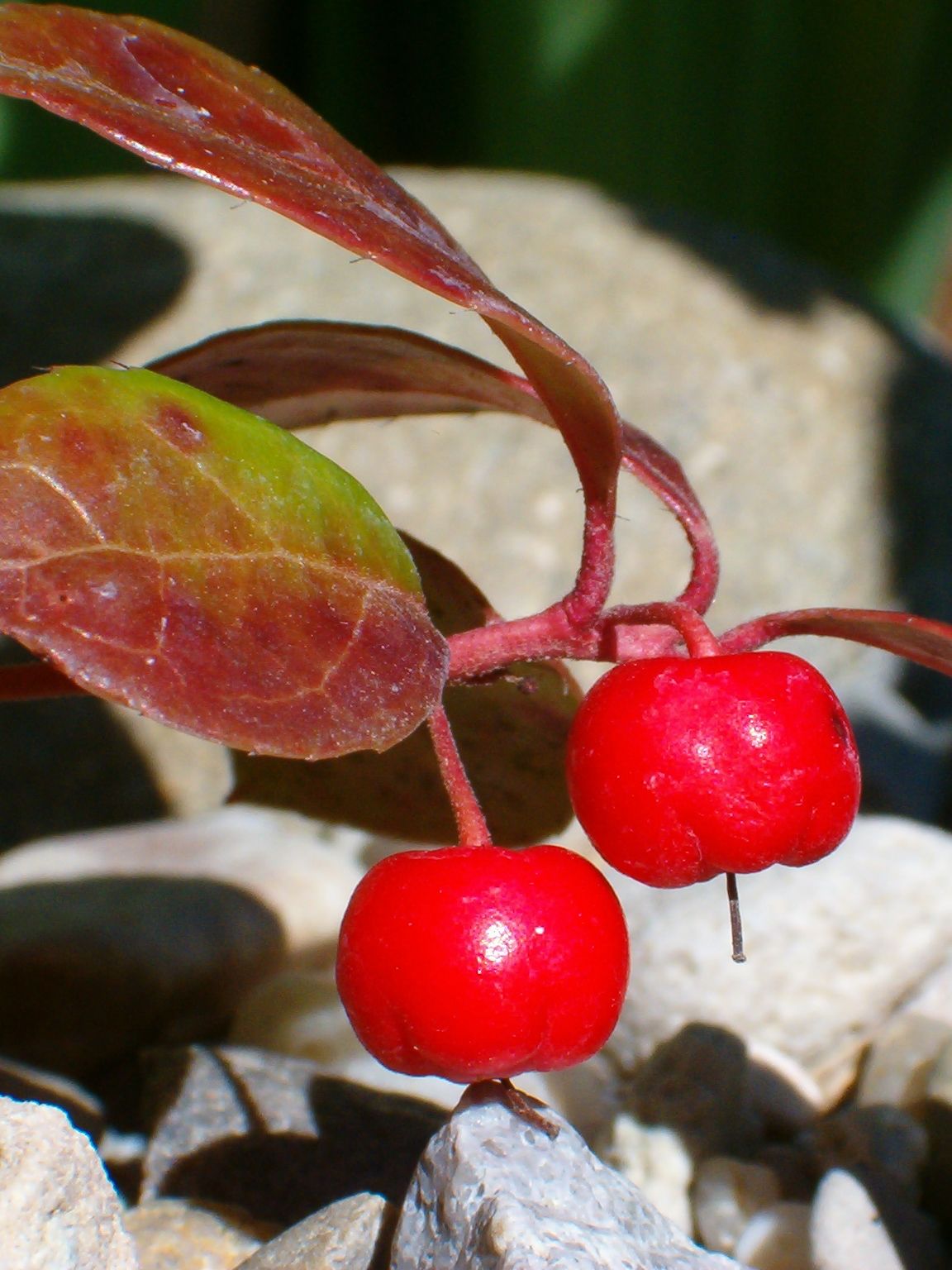
Fruit de la gaultheria

Gaultheria és una planta arbustiva amb arrel axonomorfa d'1 o 2 cm de gruix. Les tiges ascendeixen des del rizoma uns 10 cm, normalment sota arbres i arbustos. Les fulles, de color verd clar amb l'anvers més pàl·lid, són peciolades, alternes, perennes, coriàcies, brillants i ovalades o lanceolades. Finalitzen, acaben amb un àpex agut i estan doblades i dentades en els seus marges. És una planta que presenta poques flors. S'obren el juny o el juliol i són caigudes, axil·lars, blanques i amb pecíols rodons i caiguts. Posseeixen dos bràctees còncaves i cordades. El calze és de color blanc i té cinc sèpals. La corol·la de cinc pètals, és tubulosa i més estreta pel seu extrem distal. Presenta deu estams de color rosat. El fruit és una càpsula amb cinc compartiments en el seu interior que contenen nombroses llavors, envoltat per un calze, que es torna carnós i li dona l'aspecte d'una baia de color escarlata.

## Farmacologia

### Composició química
La droga són les fulles. Conté principalment:
- Oli essencial anomenat "essència de wintergreen" (0,5-0,8%). Aquest oli conté gaulterina que es desdobla en salicilat de metil i primaverosid. És un líquid groc pàl·lid molt aromàtic d'olor dolça. Conté el 99% d'àcid metil salicílic. A més conté α-pinné, limoné, 3,7-guanidina, gamma-3-caramé i delta-cadinina, que són els que li donen l'aromaticitat. S'obté per destil·lació al vapor de les fulles després de la maceració amb aigua calenta. El salicilat de metil no es troba en la planta natural sinó que s'allibera durant el procés de maceració.

- Àcids fenols lliures. Àcid salicílic i àcid cafeic

- Heteròsids hidroquinonics. Arbustòsid i tanins catèquics.

### Acció farmacològica
El monotropitòsid (gaulterina) s'hidrolitza per l'acció de la flora bacteriana de l'intestí prim alliberant el salicilitat de metil que és antiinflamatori, analgèsic, antipirètic i anticoagulant.
L'arbutòsid és antisèptic urinari.
L'oli essencial per ús tòpic és rubefaent.
A més els tanins són astringents: antidiarreics, hemostàtic local i cicatritzant.

### Indicacions
Reumatisme, neuràlgies, afeccions gripals, refredats, prevenció de tromboembolismes, cistitis, uretritis, pielonefritis, diarrees i ferides.

### Contraindicacions
Està contraindica en ulcera gastroduodenals, tractament amb anticoagulants o amb homeostàtics.

### Precaucions
L'oli essencial per via interna pot produir gran irritació en la mucosa gàstrica. Un abús d'aquesta planta per aquesta via pot ocasionar un quadre (salicilisme) que cursa amb tinitus, nàusees i vòmits, degut a l'excés de salicilats.

### Preparacions
Ús extern, en forma de liniments o pomades.
L'ungüent de gaulteria, per exemple, conté 3g d'oli essencial de gaulteria, 3g d'essència de menta, 30g de cera pura d'abella i 500g de mantega pura. Es prepara mesclant la cera d'abella amb la mantega a foc lent, se separa del foc i se li afegeix l'oli essencial de gaulteria i el de la menta, i es deixa refredar. És un bàlsam excel·lent per reumatismes, ciàtica, lumbago, contusions i rigidesa muscular. No es pot aplicar sobre ferides obertes.
Per us intern, en forma de càpsules gastrorsistens.
L'oli essencial de gaulterina també s'usa en perfumeria i com a agent saboritzant de pasta de dents, xiclets, begudes no alcohòliques, confitura i en el listerine.